# سيارات 3
سيارات 3 (بالإنجليزية: Cars 3)‏ هو فيلم رسوم متحركة ملحمي كوميدي محرك حاسوبيًا صدر عام 2017 من إنتاج ستوديوهات بيكسار للرسوم المتحركة ومن إصدار أفلام والت ديزني. الفيلم يأتي بإخراج من براين في،  وكتابة لكل من كايل موري،  وبوب بيتسرن، ومايك رتش وموسيقى من راندي نيومان. يعد الفيلم جزئًا ثالثا من سلسلة سيارات التي تضمنت مسبقًا كلًا من فيلمي سيارات وسيارات 2 ومجموعة الأفلام القصيرة ماطم وحواديت حواديت. يعود في الفيلم عدد من مؤدي أصوات النسخة الإنجليزية لأداء أدوارهم السابقة مجددا مما يتضمن أوين ويلسون وبوني هنت ولاري ذا كابل جاي، بالإضافة لأصوات جدد تضمنت كريستيلا الونزو وكريس كوبر وأرمي هامر وناثان فيليون وكيري واشنطن ولايا دي لاريا. بالإضافة لعودة العديد من المؤديين لأداء أدوارهم السابقة في النسخة العربية مما تتضمن رمزي لينر ومنال سلامة وجلال الهجرسي وبطرس غالي مصحوبين بأصوات جدد من قبل محمد أشرف وتيسير عبد العزيز وأمل أسعد وأحمد شمعة.
يحكي الفيلم حكاية برق بنزين الذي يسعى ليثبت أمام جيل جديد من المتسابقين حديثي الطراز أنه لازال الأفضل في المضامير، مستعرضا ذلك بقصة درامية بينه وبين كروز راميرز وسموكي اللذان يساعدنه في تحقيق هدفه.
صدر الفيلم لأول مرة في الولايات المتحدة الأمريكية في 16 يونيو، 2017. كما صدر الفيلم بالإنجليزية مترجما أيضا في الإمارات العربية المتحدة في 15 يونيو من نفس العام وفي مصر وباقي دول الوطن العربي في 12 يوليو من نفس العام. وقد حقق العمل نجاحا باهرا وأرباحًا تقدر بـ382 مليون دولار أمريكي  مقابل كلفته والتي تقدر بـ175 مليون دولار أمريكي  مع أراء نقدية تشيد بتحسنه عن الفيلم السابق له سيارات 2، بالإضافة لقصته ورسومه.

## الحبكة
يستعرض سيارات 3 قصة برق بنزين - نجم السباقات الشهير - محاطا من كل جهة بأفواج من المتسابقين من الجيل الجديد حديثي الطراز والتصميم مما جعلهم أكثر فعالية وأداءا من بنزين، الأمر الذي يهدد مكانة بنزين كأسطورة في مجال السباق مما يدفع بنزين للعمل على تحسين قدراته ومهارته في السباق ليستطيع أن يواجه الجيل الجديد الذي استطاع التغلب عليه وخصوصًا منافسه جاكسون ستورم. باستعانة من ستير-لينج ممول بنزين الجديد ومدربته كروز راميرز يعد بنزين نفسه للعودة لمضمار السباق.

## الأحداث
مع عودة أحداث كاس البيستون،  يجد برق بنزين - والذي أصبح أسطورة الكأس للمرة السابعة على التوالي - نفسه مهزوما من قبل جاكسون ستورم، المتسابق الصعاد من الجيل الجديد الذين يستخدمون أحدث الأساليب التكنلوجية للتحسين من أدائهم ومهارتهم، الأمر الذي يدفع بنزين مجبرا على التقاعد أو الطرد من قبل مموليه ليستبدل بمتسابقي الجيل الجديد. وفي أخر سباقات الموسم في أثناء محاولات بنزين لإستعادة الصدارة، يفقد بنزين التحكم مما يجعله ينقلب على مضمار السباق محدثا حادثة رهيبة. بعد أربعة أشهر في نبع الردياتير،  وفي أثناء فترة بنزين للتعافي يشغل بنزين مقطعا مصورة لحادثة مدربه، دوك طوسون، التي أنهت على مسيرته الرياضية مخبرَا حبيبته - سالي - أنه لا يريد أن ينتهي به الأمر نهاية دوك ويضطر إلى التقاعد وبتحفيز من سالي، يقرر بنزين العودة للتدريبات مرة أخرى محاولًا البحث عن طرق جديدة للتطوير من نفسه ومن مهارته. يتصل بنزين بعدها براستي وداستي - مديرا شركة أبو لمعة - اللذان يرسلانه لمقر تدريب سيارات مفتتح حديثا كنوع من المفاجئة له عقب بيعمها شركة أبو لمعة لأحد محبي بنزين وسيارات الأعمال ستير-لينج وهو الأمر الذي يعلمه بنزين فور وصوله للمركز، حيث يقوم ستير لينج بتعين كروز رايمرز كمدربة لبنزين. تتعامل كروز بتدريبات أشعرت بنزين بالملل وعدم الصبر والاحتمال لها مما دفعه لمحاولة تجربة جهاز محاكاة سباقات حديث التقنية، ونتيجة عدم قدرته على السيطرة عليه ومحاولته للخروج من الجهاز، يؤدي ذلك لارتطام بنزين به وتدميره.
ومع اقتناع ستير لينج أن أيام بنزين قد ولت، أبدى ستير لينج إستعداده لتقاعد بنزين والبدأ في إستخدامه كواجهة لبيع منتجاته. وجراء رفض بنزين التقاعد قرر بنزين أن يعقد صفقة مع ستير لينج، وتضمنت أن يتقاعد بنزين في حال خسارته أول سباقات الموسم الجديد في فلوريدا، بينما يبقى بنزين ويحدد موعد تقاعده بنفسه إن فاز، وأمام إلحاح بنزين يضطر ستير لينج للموافقة وإرسال كروز راميرز معه للتدريب سويا على الشاطيء القريب.
ولكن عوضًا عن عمل كروز على تحسين سرعة بنزين وأدائه للتفوق على سرعه جاكسون ستورم، قضى بنزين معظم اليوم في مساعدة كروز للاعتياد على المضمار الرملي خارج مركز التدريب. وكمحاولة من بنزين لتعويض الوقت الضائع يتجهان سويا لمضمار طيني يقام فيه سباق يعرف بأسم ثمانية مجنونة، على أساس كونه سباق عادي. يكتشفان لاحقا كونه سباق تحطيم وبشكل غير متوقع تفوز كروز بهذا السباق، كأول فوز فعلي في مضمار في حياتها، الأمر الذي أدى لإهانة بنزين على التلفاز المحلي. ونتيجة لما دار يغضب عليها بنزين ويحطم كأسها عن طريق الخطأ ناعتًا إياها أنها بكونها ليست متسابقة. مع كلام بنزين تشعر كروز بالتحطم وتحكي لبنزين مباشرة قبل رحيلها وحدها نحو مركز التدريب أنها لطال ما أرادت أن تكون متسابقة محترفة في الصغر، رغم التقليل الذي حظته مِن مَن كانوا حولها، مكملةً أنها لم تكمل سباقها الأول لشعورها أنها أقل من باقي السيارات.
عقب مشاهدة بنزين التقرير الذي أعد حول جاكسون ستورم على التلفاز حول أرقام جاكسون القياسية الجديدة، يتصل بنزين بصديقه المقرب ماطم سائلًا إياه على نصيحة، الذي يقترح عليه البحث عن مدرب دوك، سموكي. ينطلق بنزين ليأخذ كروز معه لكنه ترفض في بادئ الأمر عقب كلامه السابق لها. نتيجة رفضها يحاول بنزين مصالحتها بإصلاح كأسها بشريط لاصق والرقص أمامها كي توافق مما يجعلها توافق على ذلك، فينطلق الاثنان لتومسفل - بلدة دوك الأم - حيث يقابلان سموكي وبعض أصدقاء دوك القدامى اللذان يدفعونه للاقتناع بأنه ليس المتسابق الذي كانه يوما. عقب اقتناعه بالأمر يوافق بنزين على جعلهم يدربونه ليكون أكثر ذكاءا من ستورم فيتغلب عليه بدلًا من محاولة زيادة سرعته. ولاحقًا يحكي سموكي لبنزين كيف أنه ورغم عدم تسابق دوك بعد حادثته إلا أنه وجد السعادة بمكان أخر، رغم أنه أختفى بعد الحادثة بدون تواصل مع سموكي لأكثر من عشرين عامًا في بلدة نبع الردياتير، وكيف أن أول تواصل له مع سموكي كان عند التقائه ببنزين وتدريبه له.
وفي أولى سباقات الموسم الجديد بـفلوريدا، يتفاجئ بنزين بسموكي وأصدقاء دوك القدامي يحيونه في السباق بالرغم من تراجعه وسط متسابقي الجيل الجديد. بعد عدة لفات يرى ستير لينج كروز وسطهم مما يدفعه لكي يأمرها بالعودة لمركز التدريب، على عكس بنزين الذي يأمرها بالبقاء. وبمعاونة فريق بنزين يقوم بنزين بإعطاء كروز رقمه - رقم 95 - لتدخل بدلًا عنه في السباق. وبإستخدام إرشادات سموكي وبنزين تستمر كروز في السباق حتى تصل للمركز الثاني مبشارة وراء ستورم الذي يحاول الإضعاف من عزيمتها. وفي اللفة الأخيرة يدفع ستورم كروز نحو الحائط، إلا أنها تقوم بالتشقلب مستعملة إحدى حركات دوك القديمة وتهبط مباشرة أمامه لكي تفوز بالسباق. مبهرًا الجماهير وخصوصًا بنزين. ويشاد بها وببنزين كفائزين بالسباق بينما تستقيل كروز من العمل لدى ستير لينج لتوافق على عرض تسابق لدى متوركو.
لاحقًا في نبع الردياتير، يقوم الاثنان كروز وبنزين بعمل سباق حماسي مستخدمين فيه أرقام وألوان سيارة دوك في وقت تسابقه لأصدقائهم، إحياء لذكراه الرياضية. فيما نكتشف أن عبس قام بشراء شركة أبو لمعة أيضًا. ينتهي الفيلم بمشهد يتبع أسماء طاقم العمل لماطم وهو يغني أغنية قصيرة ظريفة.

## الأصوات
- أوين ويلسون [7] (في النسخة العربية: رمزي لينر) بدور برق بنزين، أسطورة سباقات كاس البيستون الذي يعيش على الطريق 66 بنبع الردياتير ويعمل كمتسابق لدى شركة أبو لمعة. #95
- كريستيلا الونزو (في النسخة العربية: تيسير عبد العزيز) بدور كروز راميرز، مدربة برق بنزين وفنية سباقات حلمت طوال عمرها أن تكون متسابقة حقيقية رغم عدم ثقتها بنفسها. لأحقا أصبحت المتسابقة ذات الرقم #51 لدى ديانكو.
- كريس كوبر  (في النسخة العربية: خالد الذهبي) بدور سموكي، مدرب دوك طوسون السابق ورئيس طاقمه والذي ساعد بنزين لسباق فولؤيدا 500.
- ناثان فيليون (في النسخة العربية: أحمد شمعة) بدور ستير لينج، سيارة أعمال غنية تشتري شركة أبو لمعة وتقوم بإعداد مركز تدريب سيارات أبو لمعة.
- لاري ذا كابل جاي (في النسخة العربية: جلال الهجرسي) بدور ماطم، سيارة النقل الصديق المقرب لبنزين وهولي.
- أرمي هامر (في النسخة العربية: محمد أشرف بدور جاكسون ستورم، سيارة سباق حديثة الطراز من الجيل الصاعد تتغلب على بنزين بشكل متتالي في عدة سبقات من كأس البيستون.
- توم وراي ماجلوزي (في النسخة العربية: طارق إسماعيل ورضوان صوان) بدوري راستي وداستي، صاحبا شركة أبو لمعة السابقين.
- توني شالهوب (في النسخة العربية: بطرس غالي) بدور لويجي، سيارة من نوع فيات 500.
- بوني هنت (في النسخة العربية: منال سلامة) بدور سالي، حبيبة بنزين وصديقته العزيزة من نبع الردياتير.
- ليا دي لاريا (في النسخة العربية: آمل أسعد) بدور آنسة فريتر، باص مدرسة متوحش يشارك في سباقات التحطيم بالحلبة الطينية تمانية مجنونة.
- كيري واشنطن (في النسخة العربية: إيمان النابلسي) بدور ناتالي سيرتن، محللة إحصائية تقدم تقاريرا عن جاكسون ستورم.
- بوب كوستاس (في النسخة العربية: تامر الكاشف) بدور ميمي التوربيني، مقدم بمضمار السباق.
- مارجو مارتندايل (في النسخة العربية: سهير البدراوي) بدور لويزناش، سيارة سباق من أباطرة كاس البيستون من طراز ناش آمبازدور.
- داريل ولترب (في النسخة العربية: عزت إبراهيم) بدور كابتن خفيف، مقدم سباقات زميلٌ لميمي التوربيني.
- آيزيا وتلك جونيور (في النسخة العربية: إبراهيم غريب) بدور ريفر سكوت، أحد أباطرة كاس البيستون المعتزلين من أصدقاء سموكي القدامى.
- بوب بيترسون (في النسخة العربية: سيد الشرويتي) بدور تنك تاني، أحد متسابقي البيستون المعتزلين وعدو قديم لبرق بنزين، يعمل حاليا كمقدم بـ RSN لبرنامجه الخاص. أدى صوته سابقًا مايكل كيتون في الفيلم الأول ورمضان خاطر في النسخ العربية السابقة.
- جويدي كوراني بدور بيجو، صديق لويجي سيارة من طراز فوركليت.
- جون راتزنبرج (في النسخة العربية: سيد الرومي) بدور جاز، ناقل بنزين الشخصي وشاحن نقل من طراز ماك.
- كايل بيتي (في النسخة العربية: أكمل عوفي) بدور كال ويذرز، إحدى صديقات بنزين.
- لويس هاملتون (في النسخة العربية: محمود حمودة) بدور هاملتون، مساعد كروز الإفتراضي الذي يقوم بقياس سرعة بنزين أثناء أحداث الفيلم.
- لويد شير (في النسخة العربية: سمير فهمي) بدور فول تانك، باص من طراز فولكس فاجن.
- جونيور جونسون (في النسخة العربية: سيد الرومي) بدور جونيور "مد نايت" مون، لاعب سباق البيستون السابق من طراز فورد ورقمه #11.
- بول نيمان (في النسخة العربية: محمود زكي) بدور دوك طوسون الدبور، مدرب بنزين السابق وتلميذ المدرب سموكي.
- ريتشارد مارن (في النسخة العربية: أكمل عوفي) بدور خنفوس سيارة الشيفورلية من مدينة نبع الردياتير وزوج فلة، ويعتبر من الشخصيات التي ظهرت منذ الجزء الأول في السلسلة.
- هامبي ويلر (في النسخة العربية: إبراهيم غريب) بدور عبس، صاحب شركة متوركو.
- باول دولي (في النسخة العربية: أمل أسعد) بدور نظلة، سيارة الجيب الأنثوية الصغيرة الحجم، كبيرة السن من نبع الردياتير.
- جينيفر لويس (في النسخة العربية: زينب مبارك) بدور فلة، سيارة الموتوراما من نبع الردياتير وزوجة خنفوس.
- مايكل واليس (في النسخة العربية: هشام الشاذلي) بدور مأمور، سيارة الشرطة من الطريق 66 والتي ظهرت في الفيلم الأول في مطاردة مع بنزين.

## الإنتاج
بدأ العمل على سيارات 3 في 2011 عقب إصدار فيلم سيارات 2. في 17 أغسطس، 2013 أعلن مايكل والس (مؤدي صوت المأمور) عودة فيلم سيارات 3 مرة أخرى في الطريقين الطريق 66 والطريق 99. وفي اجتماع مساهمين عقدته ديزني في 18 مارس، 2014 أعلن مدير ديزني التنفيذي بوب إيجر بدأ الأعمال التحضيرية لفيلم سيارات 3. في 8 أكتوبر، 2015 تم إعلان موعد صدور الفيلم في 16 يونيو، 2017. في 10 يونيو، 2016 في لقاء، وعد جون لاسيتر، مخرج ومنتج منفذ أفلام سيارات السابقة بقصة عاطفية بشدة مشابهة لقصة الفيلم الأول. في 5 يناير، 2017 تم إعلان أن أرمي هامر وكريستيلا الونزو سينضمان للطاقم لأداء صوتي جاكسون ستورم وكروز راميرز. شهران لاحقًا أعلن عن انضمام ناثان فيليون وكيري واشنطن ولايا دي لاريا الطاقم.

## النسخة العربية
صدرت النسخة العربية لأول مرة في 22 أكتوبر، 2017 عبر متجر آيتونز الإلكتروني. وصدرت النسخة الملموسة العربية على دي في دي وبلو-راي لاحقًا في منتصف نوفمبر.

### الأصوات
- برق بنزين - رمزي لينر
- كروز راميرز - تيسير عبد العزيز
- سموكي - خالد الذهبي
- ستير لينج -  أحمد شمعة
- ماطم - جلال الهجرسي
- جاكسون ستورم - محمد أشرف
- داستي - طارق إسماعيل
- لويجي - بطرس غالي
- سالي - منال سلامة
- آنسة فريتر - أمل أسعد
- ناتالي سيرتن - إيمان نابلسي
- ميمي التوربيني - تامر الكاشف
- لويزناش - سهير البدراوي
- كابتن خفيف - عزت إبراهيم
- ريفر سكوت - إبراهيم غريب
- تنك تاني - سيد الشرويتي
- بيجو - دانيللو دي غيرولامو
- راستي - رضوان صوان
- جاز - سيد الرومي
- كال ويذرز - أكمل العوفي
- هاملتون - محمود حمودة
- فول تنك - سمير فهمي
- جونيور مون - سيد الرومي
- راي ريفرهام - رضوان صوان
- دوك طوسون - محمد زكي
- خنفوس - أكمل العوفي
- عبس - إبراهيم غريب
- نظلة - أمل أسعد
- فلة - زينب مبارك
- شانون سبوكس - آية حمزة
- مادي ماك غير - حور تامر
- مأمور - هشام الشاذلي
- مايك جوي رايد - رضوان صوان
- جيف كورفيت - إلهامي أمين
- داني سورفز - رضوان صوان
- رايان "انسايد" لاني - إبراهيم غريب
- ببا ويلهاوس - محمود حمودة
- تشايس راسالوت - إلهامي أمين
- الملك - سيد الرومي
- سويت تي - جيسكا كلش

### أصوات إضافية
- خالد الشرشابي
- مروة فرج
- وائل شاهين
- إبراهيم غريب

### الأغاني
«وهوبا في الحال»:-
غناء: جلال الهجرسي
إخراج: جسيكا كلش

### الطاقم التقني
إخراج: جسيكا كلش
ترجمة وإعداد: عمرو حسني
ستوديو الدوبلاج: مصرية ميديا (عائشة سليم - فاطمة منسي - سالي قنديل - مصطفى خان - أكمل العوفي)
إشراف فني: فيرجيني كورجونيه

### معلومات إضافية
- تتحدث جميع الشخصيات القديمة بخلاف برق بنزين باللهجة المصرية طوال أحداث الفيلم.
- يتحدث برق بنزين معظم أحداث الفيلم باللغة العربية الفصحى مع بعض الجمل باللهجة المصرية، بينما تتحدث كل الشخصيات الجديدة باللغة العربية الفصحى بخلاف بعض الجمل.
- تضمنت الجمل المصرية ضمن حوار الشخصيات الجديد «دة زي اللي يبيع الماية في حارة السقايين» - كروز راميرز.
- أدت أمل أسعد دور نظلة عقب وفاة مؤديته السابقة ثريا إبراهيم. بينما أدى سيد الشرويتي دور تنك تاني بدلًا عن مؤديه السابق لوفاته رمضان خاطر.
- يعتبر كل من محمد أشرف وتيسير عبد العزيز وأحمد شمعة من المدبلجين الجدد الذين ظهروا من فترة قريبة في مجال الدبلجة.
- أدى سابقًا أحمد شمعة كل من دوري تيك من فيلم ديزني زوتروبوليس، ودور يوجين من فيلم ديزني التلفزيوني رابونزل وخطوات إلى السعادة ومسلسله يوميات رابونزل. كما أدى أيضًا بعض الإعلانات على قناة ديزني.
- يعتبر هذا أول دور رئيسي للمؤدي محمد أشرف مع ديزني عقب أدائه عدة أدوار صغيرة مسبقا وبعض الإعلانات على قناة ديزني أيضًا.
- أراد الكاتب والشاعر عمرو حسني أن يقوم بتعريب أسماء الشخصيات الجدد في العمل، إلا أن ديزني رفضت الأمر بعدما قام بتعريب عدد منهم.
- تضمنت تعريبات عمرو حسني للأسماء الجديدة:
  - عاصف بدلًا من جاكسون ستور
  - دخاخني بدلًا من سموكي
  - قمراوي بدلًا من جونيور مون
  - فتافيت سكر بدلًا من آنسة فريتر
- يعد هذا ثاني فيلم طويل ضمن السلسلة من إخراج حواري لـجسيكا كلش، حيث أخرج الجزء الأول أحمد مختار.
- يعد هذا ثالث فيلم طويل ضمن السلسلة من كتابة عمرو حسني حيث أنه قام بإعداد نصوص جميع إصدارات السلسلة.
- قامت جسيكا كلش بإخراج أغنية «وهوبا في الحال» التي يغنيها ماطم وسط ونهاية الفيلم.
- أرفق بإصدار البلوراي فيلم قصير مدبلج مدته دقيقتان ونصف من بطولة آنسة فريتر تحت عنوان مدرسة سباق الآنسة فريتر.

## معلومات إضافية
- تود، شاحنة نقل البيتزا من كوكب البيتزا تظهر مشاركة في حلبة «تمانية مجنونة».
- جيف جورفيت، سيارة متقاعدة من فيلم سيارات 2 تظهر ضمن فعاليات سباق فولريدا 500.
- السيارة اليقطنية (كلمة الإنجليزية Pumpkin Cart) من سندريلا، وصورة للسير أميال يمكن رؤيتها بمكتب ستيرلنج.
- تظهر عبارة A113 على باب مكتب ستيرلنج.
- يعتبر هذا الفيلم أول أفلام ديزني ليصدر بجودة 4K.

## وصلات خارجية
- سيارات 3 على موقع IMDb (الإنجليزية)
- سيارات 3 على موقع ميتاكريتيك (الإنجليزية)
- سيارات 3 على موقع روتن توميتوز (الإنجليزية)
- سيارات 3 على موقع نتفليكس (الإنجليزية)
- سيارات 3 على موقع ألو سيني (الفرنسية)
- سيارات 3 على موقع Turner Classic Movies (الإنجليزية)
- سيارات 3 على موقع أول موفي (الإنجليزية)
- سيارات 3 على موقع بوكس أوفيس موجو (الإنجليزية)
- سيارات 3 على موقع فيلمافينيتي (الإسبانية)
- سيارات 3 على موقع قاعدة بيانات الفيلم (الإنجليزية)

- سيارات 3 على موسوعة الأفلام
- سيارات 3 على موقع الطماطم الفاسدة
- الإعلان الدعائي الرسمي